# Botoret
Der Botoret ist ein Fluss in Frankreich, der in den Regionen Auvergne-Rhône-Alpes und Bourgogne-Franche-Comté verläuft. Er entspringt im südlichen Gemeindegebiet von Belleroche, entwässert anfangs in nordwestlicher Richtung, dreht dann auf Südwest und mündet nach rund 23 Kilometern im Gemeindegebiet von Saint-Denis-de-Cabanne als linker Nebenfluss in den Sornin. 
Auf seinem Weg verläuft der Botoret in seinem Oberlauf im Département Loire, wechselt dann ins Département Saône-et-Loire und bildet im Unterlauf weitgehend die Grenze zwischen den beiden Départements, die auch die Regions-Grenze darstellt. Erst auf dem letzten Kilometer erreicht er wieder das Département Loire und mündet dort.

## Orte am Fluss
(Reihenfolge in Fließrichtung)
- La Guillermière, Gemeinde Saint-Germain-la-Montagne
- Chauffailles
- Les Trochères, Gemeinde Saint-Igny-de-Roche
- Tancon
- Chez Déal, Gemeinde Maizilly
- Saint-Denis-de-Cabanne